# Baron Wotton
Baron Wotton war ein erblicher britischer Adelstitel, der zweimal in der Peerage of England verliehen wurde.

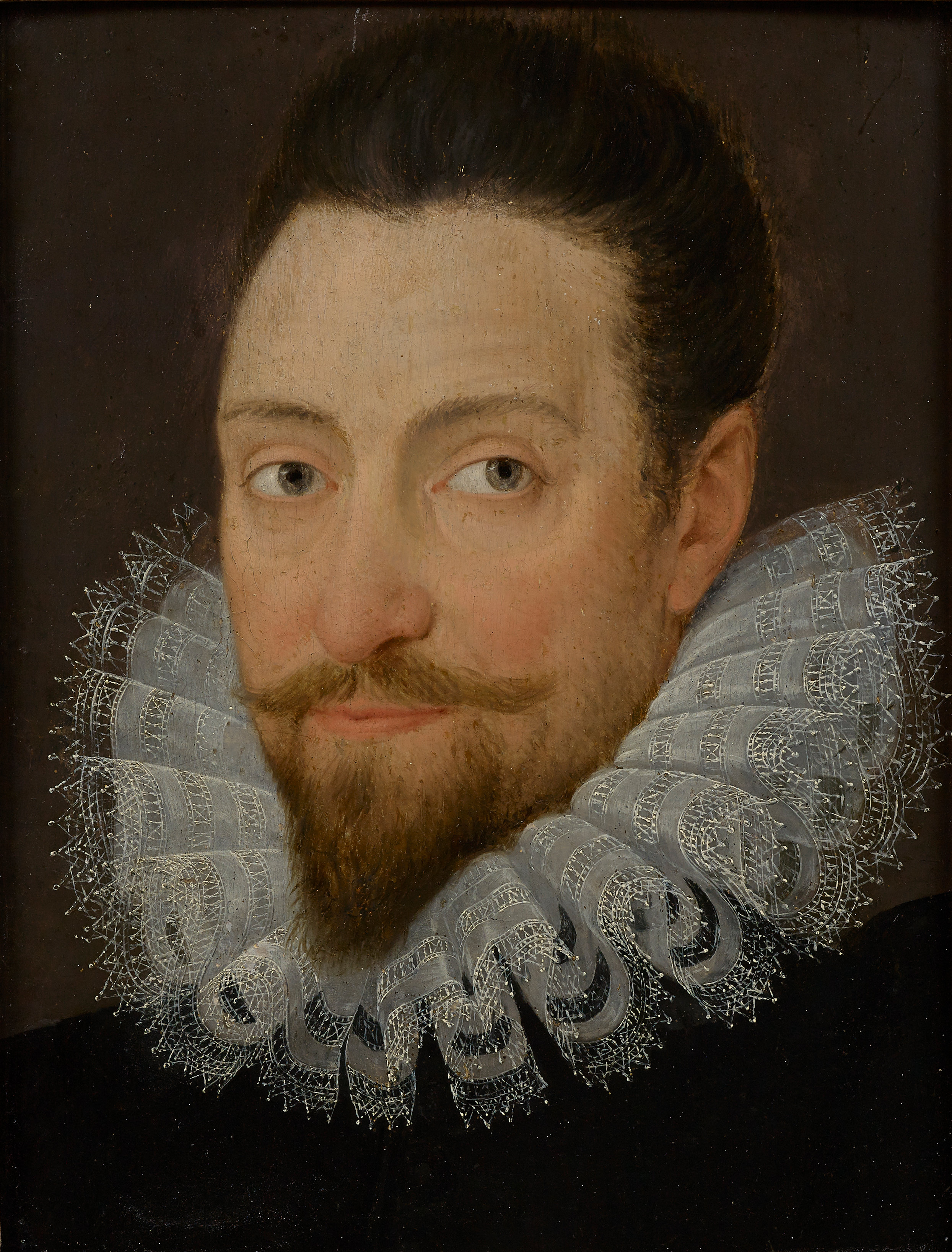
Edward Wotton, 1. Baron Wotton

## Verleihungen
Erstmals wurde am 13. Mai 1603 durch Letters Patent der Titel Baron Wotton, of Marley in the County of Kent, für Sir Edward Wotton, Gutsherr von Boughton Malherbe in Kent, geschaffen. Der Titel erlosch am 2. April 1630 beim Tod seines Sohnes, des 2. Barons, der drei Töchter, aber keine Söhne hinterließ.
In zweiter Verleihung wurde am 31. August 1650 der Titel Baron Wotton, of Wotton in the County of Kent, für Charles Kirkhoven neu geschaffen. Er war der Sohn einer Tochter des 2. Barons erster Verleihung. Er wurde am 9. Dezember 1680 in der Peerage of Ireland zudem zum Earl of Bellomont erhoben. Beide Titel erloschen bei seinem kinderlosen Tod am 5. Januar 1683.

## Liste der Barone Wotton

### Barone Wotton, erste Verleihung (1603)
- Edward Wotton, 1. Baron Wotton (1548–1626)
- Thomas Wotton, 2. Baron Wotton (1587–1630)

### Barone Wotton, zweite Verleihung (1660)
- Charles Kirkhoven, 1. Earl of Bellomont, 1. Baron Wotton († 1683)